# Kanton Le Collet-de-Dèze
 Le Collet-de-Dèze is een kanton van het Franse departement Lozère. Het kanton maakt deel uit van het arrondissement Florac. In 2021 telde het 5.109 inwoners. Het kanton werd gevormd ingevolge het decreet van 25 februari 2014 , met uitwerking op 22 maart 2015, met Le Collet-de-Dèze als hoofdplaats.

## Gemeenten
Het kanton omvatte 25 gemeenten bij zijn oprichting.
Op 1 januari 2016 werden de gemeenten Saint-Julien-d'Arpaon en Saint-Laurent-de-Trèves samengevoegd tot de fusiegemeente (commune nouvelle) Cans et Cévennes en de gemeenten Saint-Frézal-de-Ventalon en Saint-Andéol-de-Clerguemort samengevoegd tot Ventalon en Cévennes
Sindsdien omvat het kanton de volgende 23 gemeenten :
- Barre-des-Cévennes
- Bassurels
- Cassagnas
- Cans et Cévennes
- Le Collet-de-Dèze
- Fraissinet-de-Fourques
- Gabriac
- Moissac-Vallée-Française
- Molezon
- Le Pompidou
- Rousses
- Saint-André-de-Lancize
- Saint-Étienne-Vallée-Française
- Saint-Germain-de-Calberte
- Saint-Hilaire-de-Lavit
- Saint-Julien-des-Points
- Saint-Martin-de-Boubaux
- Saint-Martin-de-Lansuscle
- Saint-Michel-de-Dèze
- Saint-Privat-de-Vallongue
- Sainte-Croix-Vallée-Française
- Vebron
- Ventalon en Cévennes